# كيربي ريموندو
كيربي ريموندو (بالتاغالوغية: Kerby Raymundo)‏ مواليد 19 يناير 1981 في الفلبين، هو لاعب كرة سلة فلبيني سابق. بدأ مسيرته الاحترافية في سنة 2000. مثّل منتخب بلاده. اعتزل اللعب في 2015. لعب مع ستار هوتشوتز في الرابطة الفلبينية لكرة السلة.